# 尚比奥阿
尚比奥阿是巴西托坎廷斯州的一个市镇。总面积1633.769平方公里，总人口10856人，人口密度6.6人/平方公里。